# Acide métaphosphorique
L'acide métaphosphorique est un acide de formule brute HPO3.
Son anhydride est le pentoxyde de phosphore P2O5 , aussi appelé anhydride phosphorique.